# 钝吻鲟
钝吻鲟（学名：Acipenser baeri）为鲟科鲟属的鱼类，俗名西伯利亚鲟、尖吻鲟。分布于鄂毕河至科累马河等流域以及新疆额尔齐斯河流域等，常生活于河流干流流水环境。该物种的模式产地在鄂毕河。